# Isabella Bird
Pour les articles homonymes, voir Bird.
Isabella Lucy Bird, née le 15 octobre 1831 à Boroughbridge et morte le 7 octobre 1904 à Édimbourg, est une voyageuse, photographe, exploratrice et écrivaine britannique du XIXe siècle.

## Biographie

### Jeunesse
Isabella Bird naît le 15 octobre 1831 dans le Yorkshire. Elle est la fille de Dora Lawson et d'Edward Bird, un pasteur. Elle a un frère, Edward, né en 1833, et une sœur, Henrietta (surnommée Henny), née en 1834. 
En raison de la profession de son père, Isabella déménage fréquemment dans sa jeunesse. Un an après sa naissance, en 1832, la famille s'installe à Maidenhead dans le Berkshire. Puis, en 1834, Edward Bird prend en charge l'église Saint-Alban de Tattenhall dans le Cheshire. En 1848, il est transféré dans la paroisse de Saint-Thomas à Birmingham en raison des tensions causées par son opposition au travail le dimanche. La fatigue induite par un épisode de scarlatine, qu'il transmet également à sa fille Henrietta, ainsi que la résistance des paroissiens au repos dominical obligatoire l'incite à renoncer à sa charge dans la paroisse de Saint-Thomas. En 1848, alors qu'Isabella est âgée de 16 ans, la famille s'installe à Eastbourne dans le Sussex.
Isabella, qui a été une enfant maladive, doit lutter contre divers maux, durant son existence. Elle se fait opérer d'une tumeur de la colonne vertébrale à l'âge de 18 ans. À ses 23 ans, un médecin suggère que ses problèmes de santé découlent probablement de son mode de vie sédentaire qui bannit l'exercice. Il lui prescrit alors un long voyage.

### Voyages

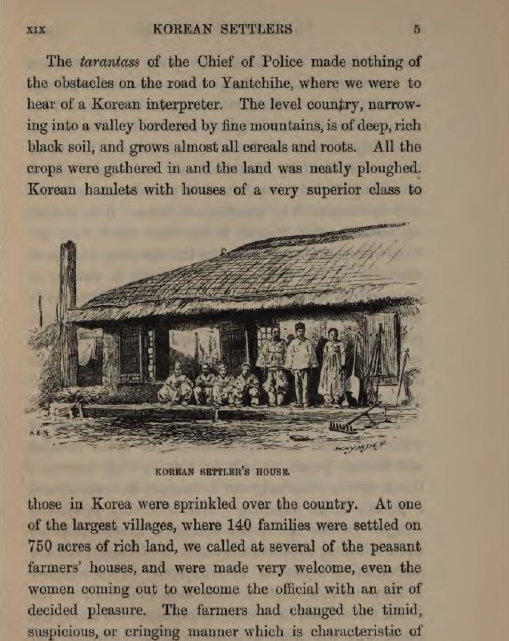
Korea and Her Neighbours (1898)

En 1854, son père lui donne 100 £ afin qu'elle aille rendre visite à des parents en Amérique, avec la permission d'y rester jusqu'à ce que son argent soit épuisé.  
De retour chez elle, Isabella publie anonymement en 1856 le résultat de son voyage sous le titre The Englishwoman in America. 
L'année suivante, elle se rend au Canada et en Écosse, mais chaque séjour en Grande-Bretagne semble la rendre malade. Après la mort de sa mère en 1868, elle s'embarque dans une série d'excursions afin d'éviter de s'installer en permanence chez sa sœur Henrietta qui vit sur l'île de Mull, et pour oublier ses douleurs. Elle finance ses voyages en en faisant le récit et le publiant. Une grande part de son travail est une compilation de lettres écrites à sa sœur. 
Isabella part finalement à l'étranger en 1872 en partant d'abord en Australie, puis à Hawaii (alors nommée Iles Sandwich), dont elle tombe amoureuse et sur laquelle elle écrit son deuxième livre, publié en 1875. Elle part ensuite pour le Colorado (qui n'est pas encore un État des États-Unis, c'est le Far-West). Habillée de façon pratique, en jupe-culotte, et ne montant pas à cheval en amazone mais comme un homme, elle couvre plus de 800 miles dans les Rocheuses dans l'hiver 1873-1874. Sa correspondance lors de ce voyage forme son troisième livre intitulé A Lady's Life in the Rocky Mountains. 

C'est dans les Rocheuses qu'elle rencontre Jim Nugent, un hors-la-loi borgne à la fois amateur de poésie et adepte d'une vie de violence. « Un homme que n'importe quelle femme pourrait aimer, mais avec lequel aucune femme raisonnable ne se marierait », déclare-t-elle dans une de ses lettres, un passage supprimé avant publication. Elle décide finalement de garder toute liberté et de quitter les Rocheuses ainsi que son cher desperado.

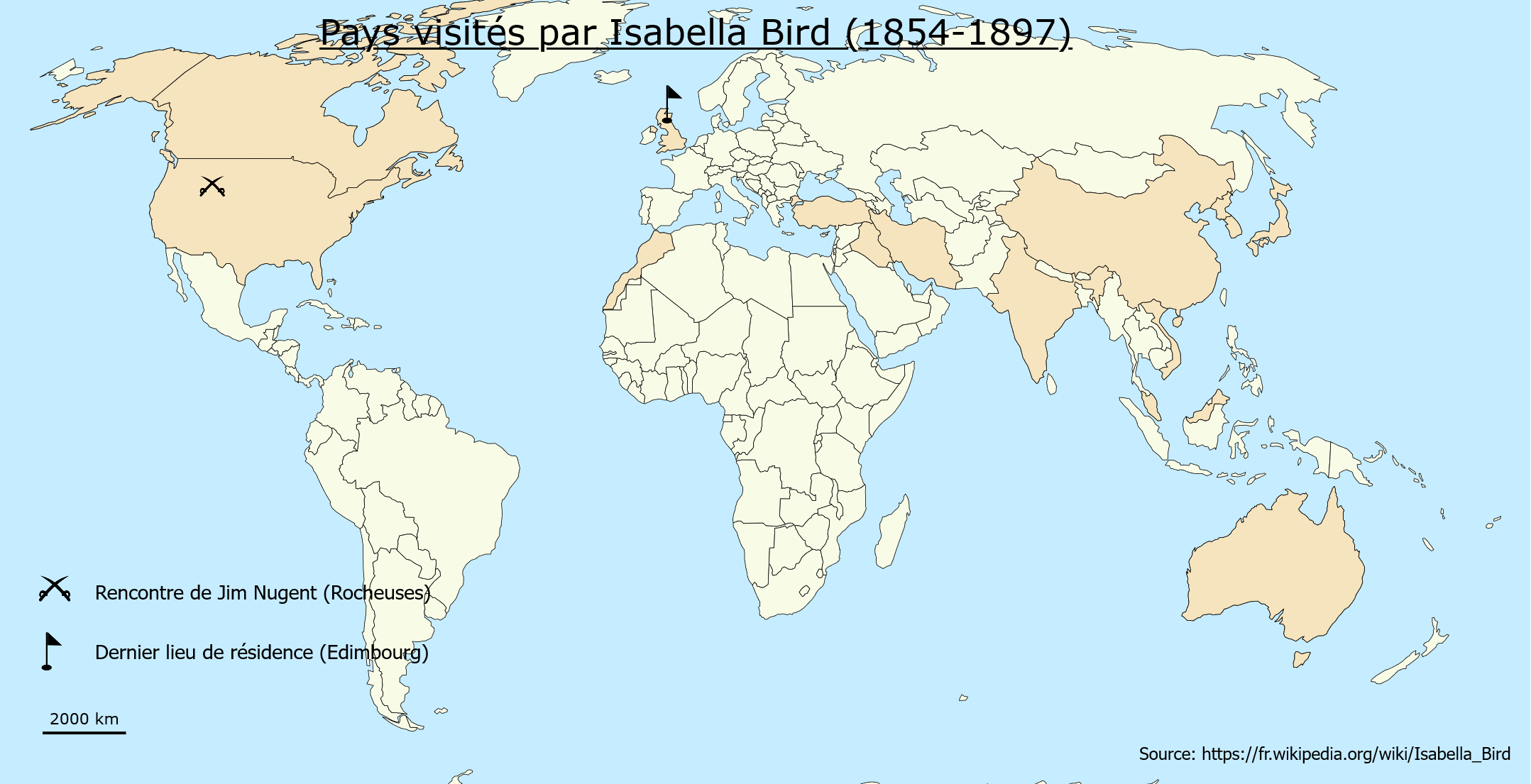
Voyage Isabella Bird (1854 1897)

De retour chez elle, elle se retrouve courtisée, cette fois par John Bishop, un médecin d'Édimbourg d'une trentaine d'années. À nouveau malade, elle repart en voyage, cette fois en Asie : Japon, Chine, Vietnam et Singapour. Pendant ce temps, sa sœur tombe malade et meurt de la typhoïde en 1880. Isabella accepte finalement la proposition de mariage de Bishop qu'elle épouse en 1881. Sa santé connait un revers sérieux, mais lorsque  Bishop meurt en 1886, Isabella se remet à réaliser des expéditions.

### Les dernières années
Arrivant sur le sous-continent en février 1889, Isabella visite plusieurs missions en Inde, traverse le Tibet et voyage en Turquie, Perse et Kurdistan. L'année suivante, elle se  joint à un groupe de soldats britanniques qui voyagent entre Bagdad et Téhéran. Grâce à ses récits et à ses photographies (particulièrement de Chine et du Tibet) publiés dans les journaux et les magazines pendant des décennies, Isabella Bird a désormais une notoriété et ses publications sont suivies. Elle se fait aussi l'avocate infatigable des droits des femmes. En 1892, elle se forme à la photographie  à la Regent Street Polytechnic (devenue l'Université de Westminster), à Londres. Cette année-là, elle devient la première femme à entrer à la Royal Geographical Society et, cinq ans plus tard, la première femme également membre de la Royal Photographic Society.  
En 1897 elle fait son dernier voyage vers les sources des fleuves Yang Tsé Kiang et Han en Chine et en Corée. Ceci donne lieu à de nouvelles publications, illustrées de ses photos. Plus tard, elle entreprend un séjour au Maroc. Elle meurt à Édimbourg quelques mois après son retour du Maroc, peu avant son soixante-treizième anniversaire, alors qu'elle prépare un nouveau voyage.

### Postérité
Le manga Isabella Bird, femme exploratrice (ふしぎの国のバード, Fushigi no Kuni no Bird) de Taiga Sassa (佐々大河, Sassa Taiga) s'inspire de ses lettres publiées et retrace son voyage au Japon et chez le peuple des Aïnous,.

## Publications

### Textes originaux
- The Englishwoman in America (1856)
- The Hawaiian Archipelago (1875)
- A Lady's Life in the Rocky Mountains (1879)
- Unbeaten Tracks in Japan (1880)
- The Golden Chersonese and the way Thither (1883)
- Journeys in Persia and Kurdistan (1891)
- Among the Tibetans (1894)
- Korea and her Neighbours (1898)
- The Yangtze Valley and Beyond (1899)
- Chinese Pictures (1900)
- Notes on Morocco (publié dans la Revue mensuelle) (1901)

### Traductions en langue française
- Voyage d’une femme aux Montagnes Rocheuses (trad. Elizabeth Martineau des Chesnez), Paris, Plon, 1888    (Wikisource)
- Chez les Tibétains (trad.Jean-Paul Blot), éd. fédérop, 2008
- Une anglaise au Far West : Voyage d'une femme aux rocheuses (trad. Hélène Hinfray), éditions Payot, 2004